# Isotopes du berkélium
Le berkélium (Bk, numéro atomique 97) est un élément synthétique et n'a donc pas de masse atomique standard. Comme tous les éléments synthétiques, il n'a pas d'isotopes stables. Le premier isotope synthétisé est 243Bk en 1949. Vingt radioisotopes sont connus, de 235Bk à 254Bk et six isomères nucléaires. L'isotope à la plus grande demi-vie est 247Bk avec une demi-vie de 1 380 ans.

## Table
| Symbole de l'isotope | Z(p)                 | N(n)                 | Masse isotopique     | Demi-vie       | Mode(s) de désintégration, | Isotope(s) fils | Spin nucléaire |
| Symbole de l'isotope | Énergie d'excitation | Énergie d'excitation | Énergie d'excitation | Demi-vie       | Mode(s) de désintégration, | Isotope(s) fils | Spin nucléaire |
| -------------------- | -------------------- | -------------------- | -------------------- | -------------- | -------------------------- | --------------- | -------------- |
| 233Bk                | 97                   | 136                  |                      | 21 s           | α                          | 229Am           |                |
| 235Bk                | 97                   | 138                  | 235,05658(43)#       | 20# s          | α                          | 231Am           |                |
| 235Bk                | 97                   | 138                  | 235,05658(43)#       | 20# s          | β+                         | 235Cm           |                |
| 236Bk                | 97                   | 139                  | 236,05733(43)#       | 1# min         | α                          | 232Am           |                |
| 236Bk                | 97                   | 139                  | 236,05733(43)#       | 1# min         | β+                         | 236Cm           |                |
| 237Bk                | 97                   | 140                  | 237,05700(24)#       | 1# min         | α                          | 233Am           | 7/2+#          |
| 237Bk                | 97                   | 140                  | 237,05700(24)#       | 1# min         | β+ (rare)                  | 237Cm           | 7/2+#          |
| 238Bk                | 97                   | 141                  | 238,05828(31)#       | 2,40(8) min    | α                          | 234Am           |                |
| 238Bk                | 97                   | 141                  | 238,05828(31)#       | 2,40(8) min    | β+, FS (0,048 %)           | (divers)        |                |
| 238Bk                | 97                   | 141                  | 238,05828(31)#       | 2,40(8) min    | β+ (rare)                  | 238Cm           |                |
| 239Bk                | 97                   | 142                  | 239,05828(25)#       | 3# min         | α                          | 235Am           | 7/2+#          |
| 239Bk                | 97                   | 142                  | 239,05828(25)#       | 3# min         | β+                         | 239Cm           | 7/2+#          |
| 240Bk                | 97                   | 143                  | 240,05976(16)#       | 4,8(8) min     | β+ (90 %)                  | 240Cm           |                |
| 240Bk                | 97                   | 143                  | 240,05976(16)#       | 4,8(8) min     | α (10 %)                   | 236Am           |                |
| 240Bk                | 97                   | 143                  | 240,05976(16)#       | 4,8(8) min     | β+, FS (0,002 %)           | (divers)        |                |
| 241Bk                | 97                   | 144                  | 241,06023(22)#       | 4,6(4) min     | α                          | 237Am           | (7/2+)         |
| 241Bk                | 97                   | 144                  | 241,06023(22)#       | 4,6(4) min     | β+ (rare)                  | 241Cm           | (7/2+)         |
| 242Bk                | 97                   | 145                  | 242,06198(22)#       | 7,0(13) min    | β+ (99,99 %)               | 242Cm           | 2−#            |
| 242Bk                | 97                   | 145                  | 242,06198(22)#       | 7,0(13) min    | β+, FS (3×10−4 %)          | (divers)        | 2−#            |
| 242mBk               | 200(200)# keV        | 200(200)# keV        | 200(200)# keV        | 600(100) ns    |                            |                 |                |
| 243Bk                | 97                   | 146                  | 243,063008(5)        | 4,5(2) h       | β+ (99,85 %)               | 243Cm           | (3/2−)         |
| 243Bk                | 97                   | 146                  | 243,063008(5)        | 4,5(2) h       | α (0,15 %)                 | 239Am           | (3/2−)         |
| 244Bk                | 97                   | 147                  | 244,065181(16)       | 4,35(15) h     | β+ (99,99 %)               | 244Cm           | (4−)#          |
| 244Bk                | 97                   | 147                  | 244,065181(16)       | 4,35(15) h     | α (0,006 %)                | 240Am           | (4−)#          |
| 245Bk                | 97                   | 148                  | 245,0663616(25)      | 4,94(3) j      | CE (99,88 %)               | 245Cm           | 3/2−           |
| 245Bk                | 97                   | 148                  | 245,0663616(25)      | 4,94(3) j      | α (0,12 %)                 | 241Am           | 3/2−           |
| 246Bk                | 97                   | 149                  | 246,06867(6)         | 1,80(2) j      | β+ (99,8 %)                | 246Cm           | 2(−)           |
| 246Bk                | 97                   | 149                  | 246,06867(6)         | 1,80(2) j      | α (0,2 %)                  | 242Am           | 2(−)           |
| 247Bk                | 97                   | 150                  | 247,070307(6)        | 1,38(25)×103 a | α                          | 243Am           | (3/2−)         |
| 247Bk                | 97                   | 150                  | 247,070307(6)        | 1,38(25)×103 a | FS (rare)                  | (divers)        | (3/2−)         |
| 248Bk                | 97                   | 151                  | 248,07309(8)#        | >300 a         | α                          | 244Am           | 6+#            |
| 248mBk               | 30(70)# keV          | 30(70)# keV          | 30(70)# keV          | 23,7(2) h      |                            |                 | 1(−)           |
| 249Bk                | 97                   | 152                  | 249,0749867(28)      | 330(4) j       | β−                         | 249Cf           | 7/2+           |
| 249Bk                | 97                   | 152                  | 249,0749867(28)      | 330(4) j       | α (0,00145 %)              | 245Am           | 7/2+           |
| 249Bk                | 97                   | 152                  | 249,0749867(28)      | 330(4) j       | FS (4,7×10−8 %)            | (divers)        | 7/2+           |
| 249mBk               | 8,80(10) keV         | 8,80(10) keV         | 8,80(10) keV         | 300 µs         |                            |                 | (3/2−)         |
| 250Bk                | 97                   | 153                  | 250,078317(4)        | 3,212(5) h     | β−                         | 250Cf           | 2−             |
| 250m1Bk              | 35,59(5) keV         | 35,59(5) keV         | 35,59(5) keV         | 29(1) µs       |                            |                 | (4+)           |
| 250m2Bk              | 84,1(21) keV         | 84,1(21) keV         | 84,1(21) keV         | 213(8) µs      |                            |                 | (7+)           |
| 251Bk                | 97                   | 154                  | 251,080760(12)       | 55,6(11) min   | β−                         | 251Cf           | (3/2−)#        |
| 251Bk                | 97                   | 154                  | 251,080760(12)       | 55,6(11) min   | α (10−5 %)                 | 247Am           | (3/2−)#        |
| 251mBk               | 35,5(13) keV         | 35,5(13) keV         | 35,5(13) keV         | 58(4) µs       |                            |                 | (7/2+)#        |
| 252Bk                | 97                   | 155                  | 252,08431(22)#       | 1,8(5) min     | β−                         | 252Cf           |                |
| 252Bk                | 97                   | 155                  | 252,08431(22)#       | 1,8(5) min     | α                          | 248Am           |                |
| 253Bk                | 97                   | 156                  | 253,08688(39)#       | 10# min        | β−                         | 253Cf           |                |
| 254Bk                | 97                   | 157                  | 254,09060(32)#       | 1# min         | β−                         | 254Cf           |                |

1. ↑  Abréviations : 
CE : capture électronique ;
TI : transition isomérique ;
FS : fission spontanée.
2. ↑  Isotopes stables en gras.
3. ↑  Isotope le plus simple à synthétiser.

### Remarques
- Les valeurs marquées # ne sont pas purement dérivées des données expérimentales, mais aussi au moins en partie à partir des tendances systématiques. Les spins avec des arguments d'affectation faibles sont entre parenthèses.
- Les incertitudes sont données de façon concise entre parenthèses après la décimale correspondante. Les valeurs d'incertitude dénotent un écart-type, à l'exception de la composition isotopique et de la masse atomique standard de l'IUPAC qui utilisent des incertitudes élargies.